# Jordi Serrat i Gallart
Jordi Serrat i Gallart (Barcelona, 19 de febrer de 1931- 12 de març de 2011) fou un actor de teatre, televisió, cine i doblatge català.

## Trajectòria artística

### Teatre
- 1959. El zoo de cristal de Tennessee Williams. Direcció d'Antoni Chic. Estrenada al teatre Candilejas, de Barcelona.
- 1960. El senyor Perramon de Josep Maria de Sagarra. Direcció d'Antoni Chic, estrenada al teatre Candilejas de Barcelona.
- 1961. La medalla i Solo de violín de Juan Navarro. Estrenades al teatre Candilejas de Barcelona.
- 1967. La innocència jeu al sofà de Jaume Picas. Estrenada al teatre Windsor de Barcelona.
- 1970. Pigmalió de Bernard Shaw, adaptació de Joan Oliver. Teatre Romea. Direcció d'Antoni Chic.
- 1974. La ratonera d'Agatha Christie. Estrenada al teatre Don Juan de Barcelona.
- 2001. Lulú de Frank Wedekind. Direcció de Mario Gas. Estrenada al Teatre Nacional de Catalunya.
- 2002. Follia d'amor de Sam Shepard. Direcció d'Antonio Simón. Estrenada al teatre Tantarantana de Barcelona.
- 2003. L'oficiant de dol de Wallace Shawn. direcció de Carlota Subirós. Estrenada al teatre Lliure de Barcelona.
- 2005. Amor fe esperança d'Ödön von Horváth. Direcció de Carlota Subirós. Estrenada al Mercat de les Flors de Barcelona.

## Filmografia
- Companys, procés a Catalunya (1979) de Josep Maria Forn i Costa, en el paper del capità Colubí (advocat defensor)